# Pierre Étienne Bourgeois de Boynes
Pierre Étienne Bourgeois de Boynes (ur. 29 listopada 1718 w Paryżu, zm. 19 września roku 1783 na zamku w Boynes) – hrabia de Gueudreville, markiz de Sains, baron de Laas był francuskim urzędnikiem państwowym i miejskim. Był przez pewien czas od 9 kwietnia 1771 do 20 lipca 1774) sekretarzem stanu do spraw floty (Secrétaire d'État à la Marine) za panowania Ludwika XV.